# イースト・ブロードウェイ・ラン・ダウン
『イースト・ブロードウェイ・ラン・ダウン』（East Broadway Run Down）は、ジャズ・サックス奏者ソニー・ロリンズが1966年に制作、1967年に発表したスタジオ・アルバム。

## 解説
本作は、ロリンズがインパルス!レコードから発表した最後のアルバム。また、本作以降はスタジオ・レコーディングも途絶え、ライブ活動やインドへの旅行を経て活動停止。ロリンズの次なるオリジナル・アルバムは、1972年の『ネクスト・アルバム』まで待たなければならなかった。
タイトル曲は20分に及ぶ大作。フレディ・ハバードを迎え、サックスとトランペットで不協和音を生み出すなど、フリー・ジャズを意識した手法が取られている。この曲の後半では、ロリンズがサックスからマウスピースを外し、マウスピースだけを吹く場面もある。一方、後半2曲（レコードのB面）では、ロリンズ本来の大らかなアドリブが披露されている。
なお、ジミー・ギャリソンはジョン・コルトレーンのバンドのメンバーで、エルヴィン・ジョーンズも本作のレコーディングの少し前までコルトレーンのバンドにいた。ロリンズとジョーンズとの共演は、1957年の『ヴィレッジ・ヴァンガードの夜』以来久し振りのことであった。

## 収録曲
1. イースト・ブロードウェイ・ラン・ダウン - "East Broadway Run Down"（Sonny Rollins）
2. ブレッシング・イン・ディスガイズ - "Blessing In Disguise"（S. Rollins）
3. ウィ・キス・イン・ア・シャドウ - "We Kiss In A Shadow"（R. Rodgers, O. Hammerstein II）

## 演奏メンバー
- ソニー・ロリンズ - テナー・サックス
- フレディ・ハバード - トランペット（on 1.）
- ジミー・ギャリソン - ベース
- エルヴィン・ジョーンズ - ドラム